# Metacyclops janstocki
Metacyclops janstocki – gatunek widłonoga z rodziny Cyclopidae. Nazwa naukowa tego gatunku skorupiaków została opublikowana w 1990 roku przez biologa Hansa-Volkmara Herbsta.